# چاین-او-لیکس، میسوری
چاین-او-لیکس (به انگلیسی: Chain-O-Lakes) یک منطقهٔ مسکونی در ایالات متحده آمریکا است که در شهرستان بری، میزوری واقع شده‌است.
 چاین-او-لیکس ۰٫۲۲ کیلومتر مربع مساحت و ۱۲۶ نفر جمعیت دارد و ۳۱۳ متر بالاتر از سطح دریا واقع شده‌است.